# Oplachantha tricolor
Oplachantha tricolor är en tvåvingeart som först beskrevs av Christian Rudolph Wilhelm Wiedemann 1828.  Oplachantha tricolor ingår i släktet Oplachantha och familjen vapenflugor. Inga underarter finns listade i Catalogue of Life.